# Конрад Ваґнер
Ко́нрад Ва́ґнер (рос. Конрад Эдуардович Вагнер, пол. Konrad Wagner; 17 липня 1862 , Прашка, Опольське воєводство  — 1950 , Каліш, Познанське воєводство ) — російсько-польський лікар, професор пропедевтики і діагностики в Київському університеті, також професор Московського, Таврійського, Варшавського університетів. Серед наукових зацікавлень Ваґнера — порушення обміну речовин, серцеві хвороби, гельмінтози, захворювання травної системи.

## Життєпис
Закінчив класичну гімназію у Вільні. Вивчав медицину в Медико-хірургічній академії в Санкт-Петербурзі, закінчив її 1886 року. 1888 року (або 1889) отримав звання доктора медицини, захистивши дисертацію «Матеріали до клінічного вивчення коливань у властивостях шлункового соку (вплив спокою, руху, фізичної роботи і сну)» (рос. Материалы к клиническому изучению колебаний в свойствах желудочного сока (влияние покоя, движения, физической работы и сна)).
Працював асистентом у клініці Манасейна. Стажувався за кордоном: у Парижі, в Іллі Мечникова й Еміля Ру в Інституті Пастера; у Лондоні, Відні, Берліні, Лейпцигу, Страсбурзі та в Празі у Карла Гупперта. 1897 року Ваґнера обрано ординарним професором Університету святого Володимира (нині — Київський національний університет імені Тараса Шевченка). З 1897 до 1893 був завідувачем катедри лікарської діагностики. Разом з цим Ваґнер очолював госпітальну терапевтичну клініку при Університеті та клінічний терапевтичний відділок Київського військового госпіталю.
1902 року Конрад Ваґнер став професором. У 1914–1917 роках одержав звання професора Московського університету. У 1918–1920 — професор Таврійського університету. Згодом емігрував до Єгипту, де провів 11 років. 1920 року він допоміг організувати російську клініку в Каїрі. У 1930-х роках Ваґнер був асистентом катедри внутрішньої медицини Варшавського університету. Після Другої світової війни практикував у Пйотркуві-Трибунальському.

## Вибрані праці
- Материалы по клиническому изучению колебаний в свойствах желудочного сока. Дисс. СПб., 1888 (рос.)
- Contribution à l'étude de l'immunité; le charbon des poules. Ann. de l'Inst. Pasteur 4, ss. 570-602, 1890 (фр.)
- Ответ на замечания д-ра С. Минца по поводу моей статьи "О способе, предложенном Winter'ом для анализа желудочного сока" и т. д., 1891 (рос.)
- Как приобретаются болезни желудка. Санкт-Петербург: К.Л. Риккер, 1893 (рос.)
- Как часто встречаются случаи с отсутствием соляной кислоты в желудке? [Санкт-Петербург] : тип. М-ва пут. сообщ., ценз. 1894 (рос.)
- Краткий очерк учения гомеопатов. Санкт-Петербург: тип. инж. Г.А. Бернштейна, 1895 (рос.)
- Как уберечься от заразных болезней? Санкт-Петербург: К.Л. Риккер, 1898 (рос.)
- О значении бактериологии в деле распознавания внутренних болезней. Киев: тип. Имп. Ун-та св. Владимира Н.Т. Корчак-Новицкого, 1898 (рос.)
- О значении бактериологии в деле распознавания внутренних болезней. Санкт-Петербург: тип. Я. Трей, 1898 (рос.)
- Случай из практики. Киев: тип. Имп. Ун-та св. Владимира Н.Т. Корчак-Новицкого, [1899] (рос.)
- К казуистике сифилитических поражений сердца с значительным расширением легочной артерии, 1901 (рос.)
- Zur Frage der eosinophilen Leukocytose bei Echinokokkus der inneren Organe. Centralblatt für innere Medizin 29, ss. 129-144, 1908 (нім.)
- К вопросу о сужении и закрытии просвета верхней полой вены, 1914 (рос.)
- О нуждах Ессентукской группы Кавказских минеральных вод. Петроград: тип. М-ва пут. сообщ. (т-ва И.Н. Кушнерев и К°), 1916
- Przypadek pierwotnej błonicy palca. Medycyna 5 (23), ss. 785-787, 1931 (пол.)
- Przyczynki do symptomatologii zwężenia i zamknięcia światła górnej żyły głównej. Polska Gazeta Lekarska 11 (4, 5), ss. 61-65, 81-85, 1932 (пол.)
- Wskazania i wartości lecznicze Heluanu (w Egipcie). Medycyna 7 (13), ss. 397-403, 1933 (пол.)
- O czerwonce pełzakowej i jej leczeniu na podstawie spostrzeżeń w Egipcie. Medycyna 9 (18), ss. 597-605, 1935 (пол.)